# كلوي جورج
كلوي جورج (بالفرنسية: Chloé Georges)‏ هي متزحلقة حرة فرنسية، ولدت في 1 أكتوبر 1980 في شاموني في فرنسا.

## وصلات خارجية
- كلوي جورج على موقع الاتحاد الدولي للتزلج (التزلج الحر) (الإنجليزية)
- كلوي جورج على موقع اللجنة الأولمبية الدولية (الإنجليزية)
- كلوي جورج على موقع أوليمبيديا (الإنجليزية)
- كلوي جورج على موقع اللجنة الأولمبية الفرنسية (مؤرشف) (الفرنسية)